# Джина (джайнизм)
Джина (пракрит — «победоносный») — у индийских джайнов (последователей джайнизма) означает достигшего всеведения мудреца, который является восстановить закон, поруганный людьми. Джины — предмет культа («тиртханкара») и являются средоточием многочисленной иерархии второстепенных божеств, заимствованных, в основном, из индийских религий брахманического происхождения
Термин этот свойствен также и буддистам, у которых является одним из многочисленных синонимов Будды Шакьямуни.
Всего насчитывается 24 джины, из которых последний был из царского рода Кашьяпа. Джины появлялись через огромные периоды времени, причём их рост и долговечность постоянно уменьшались: первый, Ришабха, имел 900 метров вышины и жил более восьми миллионов лет, а последний, Вардхамана, или Махавира (VI век до н. э.), ничем не отличался от обычных людей.